# Heist-op-den-Berg
Heist-op-den-Berg je obec v Belgii.
Nachází se ve Vlámském regionu, v provincii Antverpy a v okrese (arrondissementu) Mechelen.
Obec zahrnuje vesnice Booischot (včetně osady Pijpelheide), Hallaar, vlastní Heist-op-den-Berg (včetně osad Heist-Goor, Heist-Station, Heist-Centrum a Bruggeneinde), Itegem, Schriek, Zonderschot a Wiekevorst. Čítá 40 560 obyvatel (1. leden 2015) a rozkládá se na ploše 86,46 km².

## Historie
Heist leží na 48 metrů vysokém kopci, který vznikl na počátku doby ledové.
Poloha na kopci se promítla do názvu obce – op-den-Berg česky znamená „na kopci“.
Území bylo obydlené již v pravěku, jak dokazují artefakty vystavené v muzeu na hlavním náměstí obce.
Později byla oblast osídlena Římany, kteří však byli nuceni ustoupit kvůli invazi Germánů ve 3. a 4. století.
Krátce poté byla oblast pokřesťanštěna.
První osadou, která vznikla na území dnešní obce, je vesnice Itegem na řece Nete, jak napovídá dokument z roku 976.
Ve 12. století byly v Hallaaru a Itegemu vybudovány kaple.
V témže století vzniklo vévodství Brabant, kterému patřila celá tato oblast.
Kolem roku 1200 byla na místě dnešního hradu Ter Laken na území vesnice Booischot vybudována vojenská pevnost.
Ve vesnici Schriek, založené roku 1125, byla roku 1260 postavena kaple a v roce 1340 byl vybudován hlavní kostel v Heistu.
Obě tyto duchovní budovy utrpěly značné škody během náboženských válek kolem roku 1600.
Nejdůležitější hospodářskou aktivitou bylo po většinu středověku zemědělství a vzniklo několik velkých zemědělských panství, z nichž některá fungují ještě dnes (např. Wimpelhoeve ve Wiekevorstu, jehož stopy sahají do 12. století, a Pandoerenhoeve ve Schrieku z roku 1624).
V 17. a 18. století byla vesnice Hallaar cílem poutníků díky dřevěné soše Panny Marie s dítětem, uložené ve zdejším kostele.
Roku 1844, čtrnáct let po osamostatnění Belgie, byla postavena současná radnice.
Dnes je Heist-op-den-Berg především obytnou zónou a centrem služeb pro své okolí.

## Zajímavosti
- Heist-op-den-Berg je známý nedělními dopoledními blešími trhy.
- Historickým jádrem obce je náměstí s kostelem (Kerkplein), kde se nachází jedna ze starých vodních pump, jakož i muzeum vlaků (Treinmuseum) a regionální zemědělské muzeum (Heemmuseum).
- Na území obce je starý větrný mlýn, poslední v oblasti Mechelenu, a krajina je poseta kostely, kaplemi a statky, z nichž mnohé mají ještě původní vodní pumpy.
- V obci (zejména v Itegemu) se nachází několik hradů, z nichž většina je v soukromém vlastnictví, a tedy nepřístupná veřejnosti.

## Významné osobnosti
- Paul Michiels, zpěvák a písničkář (nar. 1948)